# Dilar marmoratus
Dilar marmoratus är en insektsart som först beskrevs av Banks 1931.  Dilar marmoratus ingår i släktet Dilar och familjen Dilaridae. Inga underarter finns listade i Catalogue of Life.